# Bolderāja
Bolderāja er en af Rigas 47 bydele (lettisk: apkaime, sing.) beliggende i Pārdaugava. Bolderāja har 14.771 indbyggere og dets areal udgør 832,90 hektar, hvilket giver en befolkningstæthed på 18 indbyggere per hektar.